# Nothgard
Nothgard — немецкий музыкальный коллектив, основанный в 2008 году и играющий в стиле эпический мелодичный дэт-метал.

## История
В 2009-м году была выпущена первая демозапись с тремя песнями. В 2010-м году группа начала выступать на различных шоу в Германии, Австрии и Чехии и стала гвоздем программы на Metalfest Open Air. Вскоре после этого Nothgard подписали контракт с Black Bards Entertainment. 1 апреля 2011 года вышел дебютный альбом Warhorns of Midgard. В том же месяце группа приняла участие в крупном европейском туре Black Trolls вместе с группами Skyforger, Heljareyga и Gernotshagen с 15 по 25 апреля.
В 2012-м году Скаал присоединился к группе в качестве ритм-гитариста.
Весной 2014 года Nothgard подписали новый контракт с[Trollzorn Records для записи второго альбома Age of Pandora, который был выпущен в сентябре 2014 года. Затем последовал тур по Испании и двухнедельный тур по Европе вместе с Equilibrium и Trollfest. В этом же году лидер группы Дом Р. Крей присоединился к группе Equilibrium в качестве гитариста.
Спустя два года группа подписала новый контракт с лейблом Noiseart Records, в рамках которого они выпустили свой третий студийный альбом The Sinner's Sake в сентябре 2016 года. В нем принимали участие не только участники группы, но и приглашенные музыканты, Джен Маджура (Evanescence), Джеффа Лумиса (Arch Enemy) и Роберта «Робса» Дана (Equilibrium).
Альбом занял 74 место в немецких чартах и был высоко оценен как прессой, так и фанатами. Группа также выпустила лирическое видео для песни Shadow Play, а также еще два музыкальных видеоролика для песен The Sinner's Sake и Draining Veins. Все три песни были в составе альбома The Sinner's Sake. Наконец, группа объединилась вместе с Equilibrium, Heidevolk и Finsterforst, чтобы организовать совместный тур Armageddon Tour 2016 по всей Европе.
В 2017-м году группа выступала на фестивале Summer Breeze Open Air и организовала тур по Европе совместно с Kalmah, Heretoir и Lost In Grey.
Весной 2018 года группа объявила о сотрудничестве с лейблом Metal Blade Records и выпуске четвертого студийного альбома Malady X 26 октября 2018 года.
Кроме того, Nothgard в октябре-ноябре планируют провести тур по Европе совместно с финскими группами Omnium Gatherum и Wolfheart.

## Дискография
- 2009: Warhorns of Midgard (Демозапись)
- 2011: Warhorns of Midgard (Black Bards Entertainment)
- 2014: Age of Pandora (Trollzorn Records)
- 2016: The Sinner’s Sake (NoiseArt Records/Universal)
- 2018: Malady X (Metal Blade Records)

## Клипы
- 2014: Age of Pandora
- 2016: Draining Veins
- 2016: The Sinner’s Sake
- 2016: Shadow Play
- 2018: Malady X
- 2018: Epitaph
- 2018: Fall Of An Empire

## Участники
Дом Р. Крей — соло-гитара, вокал (2008-наши дни)

Марио «Скаал» Либл — ритм-гитара (2012-наши дни)

Нико Колья — бас-гитара, бэк-вокал (2015-наши дни)

Феликс Индра — ударные (2017-наши дни)

### Бывшие участники
Крис Гентч — ритм-гитара (2008–2009)

Лена Зейтлхофлер — клавишные (2008–2009)

Тони Бухмеллер — ударные (2008–2010)

Патрик «Рош» Роско — клавишные (2009–2011)

Вик С. — бас-гитара (2009–2015)

Даниэль Киннингер — ритм-гитара, бэк-вокал (2009–2015)

Доминик З. — ударные (2011–2017)